# Comando Espacial de la Fuerza Aérea
El Comando Espacial de la Fuerza Aérea (AFSPC; oficialmente y en inglés: Air Force Space Command) fue un comando principal (MAJCOM) de la Fuerza Aérea de los Estados Unidos desde septiembre de 1982 hasta diciembre de 2019. El 20 de diciembre de 2019, concurrente con la firma de la Ley de Autorización de Defensa Nacional para 2020, fue redesignado como la Fuerza Espacial de los Estados Unidos para poner de pie una nueva sexta rama de servicio de las Fuerzas Armadas de los Estados Unidos responsables de la guerra espacial.
AFSPC tenía su cuartel general en la Base de la Fuerza Aérea Peterson y apoyaba las operaciones militares de los Estados Unidos en todo el mundo mediante el uso de muchos tipos diferentes de operaciones espaciales. Más de 38 000 personas realizaron misiones de AFSPC en 88 ubicaciones en todo el mundo; incluyendo personal militar de la USAF, el Comando de Reserva de la Fuerza Aérea y la Guardia Nacional Aérea; Civiles del Departamento de la Fuerza Aérea (DAFC); y contratistas civiles.

## Misión
Este mando describe su misión como, «entregar el espacio y la capacidad de misiles a Estados Unidos y sus mandos militares». El Mando Aéreo Espacial afirma que sus actividades hacen que el espacio sea confiable para los aviones de combate de Estados Unidos (es decir, sus fuerzas militares), asegurando su acceso al espacio (aéreo). Además también sus fuerzas disuaden a cualquier adversario que contemplan el uso de armas de destrucción masiva en contra de EE. UU.
Misiones aéreas primarias de este mando son:
- Las fuerzas espaciales de apoyo consisten en el lanzamiento de satélites y otros instrumentos de alto valor estratégico al espacio utilizando una variedad de vehículos de lanzamiento, y el funcionamiento de los satélites una vez en el medio del espacio.
- El control del espacio garantiza un uso respetuoso del espacio a través de la realización de operaciones de contraespaciales que abarcan la vigilancia, la navegación, la protección y el análisis de inteligencia espacial.
- Mejoramientos en el pronóstico del clima, comunicaciones, inteligencia, alerta de misiles, y la navegación. Intensificación de la fuerza que es el principal apoyo al combatiente.
- La aplicación de la fuerza consiste en el mantenimiento y operación de una respuesta rápida, con base en tierra, ya que solo la fuerza misilística de la Fuerza Aérea es la principal disuasión estratégica.

## Historia
La alerta de misiles y las operaciones espaciales se combinaron para formar el Mando Aéreo Espacial de la Fuerza Aérea en 1982. Durante la Guerra Fría, las operaciones se centraron en la alerta de misiles espaciales, mando y control para la estrategia nacional de defensa espacial. En 1991, la Operación Tormenta del Desierto tuvo un importante énfasis en el nuevo enfoque del mando en el apoyo al combatiente. Las fuerzas de misilísticas se fusionaron en este mando en 1993.
El 20 de diciembre de 2019, el Comando Espacial de la Fuerza Aérea fue redesignado como la Fuerza Espacial de los EE. UU. y elevado para convertirse en un servicio militar.

## Posible nueva misión
Un reciente informe del Pentágono sugiere que el Mando Aéreo Espacial antiguamente denominado Comando Aéreo Estratégico que la fuerza nuclear misilística y de bombarderos sea una fuerza totalmente independiente, un mando que estaría a cargo de todas las fuerzas aéreas estratégicas que controlan y utilizan armas nucleares, no solo de misiles balísticos intercontinentales. La Fuerza Aérea rechazó esta recomendación el 6 de octubre de 2008, y en su lugar decidió crear el Mando Aéreo de Objetivos Globales que llevará a cabo los lanzamientos balísticos intercontinentales y misiones de bombardeo a lo largo del mundo.

## Organización

### 14.ª Fuerza Aérea
Cuartel General: Base Aérea Vandenberg, en California.
- Centro de Operaciones Aéreas y Espaciales N.º 614, opera junto al Centro Conjunto de Operaciones Espaciales.
- 21.ª Ala Espacial, Base Aérea Peterson, Colorado.
- 30.ª Ala Espacial, Base Aérea Vandenberg, California.
- 45.ª Ala Espacial, Base Aérea Patrick, Florida.
- 50.ª Ala Espacial, Base Aérea Schriever, Colorado.
- 460.ª Ala Espacial, Base Aérea Buckley, Colorado.

### 20.ª Fuerza Aérea
(será transferida al Mando Aéreo de Objetivos Globales en los próximos meses).
Cuartel General: Base Aérea de F.E. Warren AFB, en Wyoming.
- 90.ª Ala de Misiles, Base Aérea de F. E. Warren AFB , Wyoming.
  - 319.º Escuadrón de Misiles.
  - 320.º Escuadrón de Misiles.
  - 321.º Escuadrón de Misiles.
- 91.º Ala de Misiles, Base Aérea de Minot AFB, Dakota del Norte.
  - 740.º Escuadrón de Misiles.
  - 741.º Escuadrón de Misiles.
  - 742.º Escuadrón de Misiles.
- 341.ª Ala de Misiles, Base Aérea de Malmstrom AFB, Montana.
  - 10.º Escuadrón de Misiles.
  - 12.º Escuadrón de Misiles.
  - 490.º Escuadrón de Misiles.

### 24.ª Fuerza Aérea
Cuartel General: Base Aérea Lackland, Texas.
- 668.ª Ala de Operaciones e Informaciones, Base Aérea Lackland, Texas.
- 689.ª Ala de Comunicaciones en Combate, Base Aérea Robins, Georgia.
- Centro de Integración de la Red de la Fuerza Aérea, Base Aérea Scott, Illinois.
- 624.º Centro de Operaciones, Base Aérea Barksdale, Luisiana.

Otras unidades:

### Centro Espacial de Sistemas y Misiles
El Centro Espacial de Sistemas y Misiles (SMC por sus siglas en inglés) queda ubicado en la Base Aérea de Los Ángeles, California, diseña la mayoría de los sistemas del Mando Aéreo Espacial. Supervisa, lanza, y monitorea los objetos lanzados al espacio y también los que están en el aire. Trabaja con la Oficina Ejecutiva del Programa para el espacio y el sistema de posicionamiento global NAVSTAR, también en el sistema de comunicaciones por satélite de Defensa y en los sistemas de MILSTAR. El Centro Espacial de Sistemas y Misiles también apoya el Satélite Meteorológico de Defensa y el Sistema de Alerta Temprana. Además, apoya el desarrollo y la supervisión en tierra de los misiles balísticos intercontinentales del Programa de la Fuerza Aérea de la Oficina Ejecutiva de Sistemas Estratégicos.

### Centro de Innovación y Desarrollo Espacial
El Centro de Innovación y Desarrollo Espacial (SIDC por sus siglas en inglés) tiene su cuartel general en la Base Aérea Schriever AFB, en Colorado. El centro desempeña un papel importante en la plena integración de los sistemas espaciales en las operaciones de la Fuerza Aérea. Su misión es la intensificación de la fuerza, buscar formas de utilizar los sistemas espaciales en apoyo de los combatientes, dar información de navegación, tiempo, inteligencia, comunicaciones y dar alerta ante posibles misiles balísticos.

### Bases aéreas
Base Aérea Buckley AFB, Colorado.
- 460.º Ala Espacial.

Base Aérea Francis E. Warren AFB, Wyoming.
(Será prontamente transferida al Mando Aéreo de Objetivos Globales)
- 20.ª Fuerza Aérea.
- 90.º Ala de Misiles.

Base Aérea Los Ángeles AFB, California.
- Centro Espacial de Sistemas y Misiles.
- 61.º Ala de Base Aérea.
- Ala de Sistemas de Comunicaciones Satelitales.
- Ala de Sistema de Posicionamiento Global.
- Ala Espacial de Sistemas Infrarrojos.
- Ala de Sistemas de Rango y Lanzamiento.
- Ala Espacial de Superioridad de Sistemas.
- Ala Espacial de Desarrollo y Pruebas, Base Aérea Kirtland AFB, Nuevo México.
- 526.º Grupo de Sistemas Balísticos, Base Aérea Hill AFB, Utah.

Base Aérea Malmstrom AFB, Montana.
(Será prontamente transferida al Mando Aéreo de Objetivos Globales)
- 341.ª Ala de Misiles.

Base Aérea Minot AFB, Dakota del Norte.
(Será prontamente transferida al Mando Aéreo de Objetivos Globales)
- 91.ª Ala de Misiles.

Base Aérea Patrick AFB, Florida.
- 45.ª Ala Espacial.

Base Aérea Peterson AFB, Colorado.
- 21.ª Ala Espacial .
- 821.º Grupo de Base Aérea, Base Aérea Thule, Groenlandia.

Base Aérea Chriever AFB, Colorado.
- 50.ª Ala Espacial.

Centro de Innovación y Desarrollo Espacial.
Base Aérea Vandenberg AFB, California.
- 14.ª Fuerza Aérea.
- 30.ª Ala Espacial.
- 148.º Escuadrón de Operaciones Espaciales.

El Comando Aéreo Espacial también utiliza otras bases aéreas para apoyar y supervisar lanzamientos de operaciones de alerta temprana.
- Estación Aérea Cape Cod, Massachusetts.
  - 6.º Escuadrón de Alerta Espacial.

- Base Aérea Cavalier AFS, Dakota del Norte.
  - 10.º Escuadrón de Alerta Espacial.

- Estación de la Montaña Cheyenne AFS, Colorado.

- Estación Aérea Clear, Alaska.
  - 13.º Escuadrón de Alerta Espacial.

- Estación de Nuevo Boston AFS, Nueva Hampshire.
  - 23.º Escuadrón de Operaciones Espaciales.

- Estación de Onizuka AFS, California
  - 21.º Escuadrón de Operaciones Espaciales.

## Recursos aéreos

### Satélites
- Sistema de Posicionamiento Global.
- Satélite de Sistemas Comunicacionales de Defensa.
- Satélite del Programa Meteorológico de Defensa.
- Programa de Apoyo de Defensa.
- Comunicaciones III y IV de la OTAN.
- Flota de Satélites de Sistemas Comunicacionales UHF.
- MILSTAR.

### Vehículos de lanzamiento
- Delta II.
- Atlas V.
- Delta IV.

### Situación espacial
- Satélite de Control de Redes de la Fuerza Aérea.
- Sistema MAUI de Identificación y Movimiento.
- Sistema Espacial Electro-óptico Supervivencia en el Espacio Exterior.
- Sistema de vigilancia espacial.
- Sistema de Detección Rápida de Informes.

### Radares de alerta de misiles balísticos
- AN/FPS-115 PAVE PAWS.
- AN/FPS-108 Cobra Dane.
- AN/FPQ-16 Radar de Sistemas y Caracterización (PARCS por sus siglas en inglés).
- Radar X de Mar.

### Misiles balísticos intercontinentales
- LGM-30G Minuteman III.